# Oscarverleihung 1929
Übersicht aller ausgezeichneten Filme

Oscarverleihung 1929 | 1930 | 1931 | 1932 | ► | ►►

Weitere Ereignisse

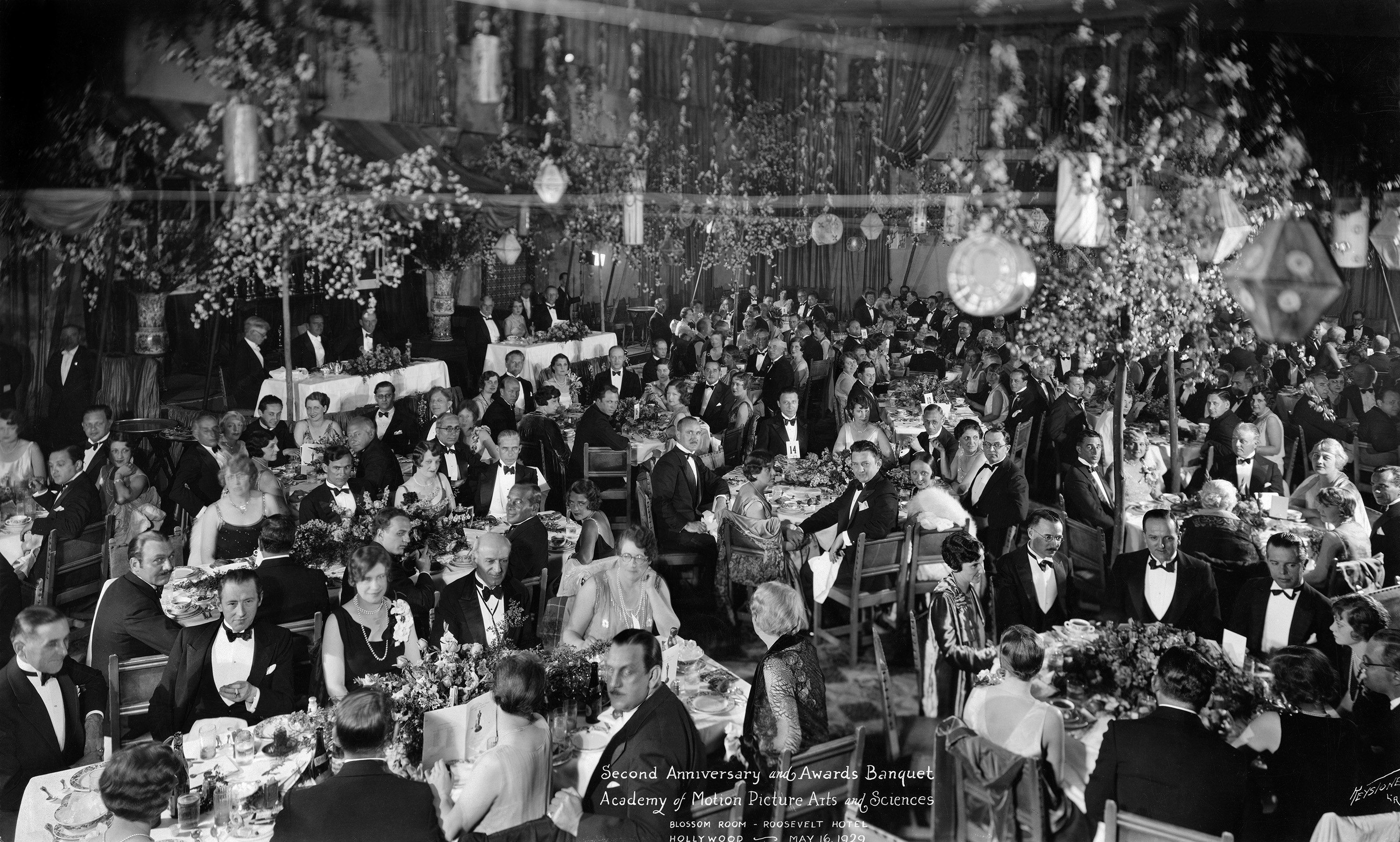
Die erste Oscarverleihung 1929

Die Oscarverleihung 1929 fand am 16. Mai 1929 im Hollywood Roosevelt Hotel in Los Angeles statt. Es waren die 1st Annual Academy Awards. Bei der ersten Verleihung wurden Filme ausgezeichnet, die zwischen dem 1. August 1927 und dem 1. August 1928 veröffentlicht wurden. Diese erste Verleihung fand im Rahmen eines Banketts statt, bei dem etwa 270 Personen anwesend waren. Die ganze Zeremonie dauerte 15 Minuten und im Gegensatz zu späteren Verleihungen wurden die Gewinner schon drei Monate im Voraus bekannt gegeben. Zudem war es möglich, für mehrere Filme ausgezeichnet zu werden.
Die Auszeichnungen „Beste technische Effekte“ (Best Engineering Effects), „Bestes Titelschreiben“ (Best Title Writing) und „Künstlerische Produktion“ (Artistic Quality of Production) wurden nur dieses eine Mal vergeben.
| Film                                   | N | A |
| -------------------------------------- | - | - |
| Im siebenten Himmel                    | 5 | 3 |
| Sonnenaufgang – Lied von zwei Menschen | 4 | 3 |
| Der Zirkus                             | 4 | - |
| … aber das Fleisch ist schwach         | 2 | 0 |
| Flügel aus Stahl                       | 2 | 2 |
| Ein Mensch der Masse                   | 2 | 0 |
| Sein letzter Befehl                    | 2 | 1 |

## Preisträger und Nominierte
Die meisten Auszeichnungen erhielten mit je drei Oscars die Filme Im siebenten Himmel (7th Heaven) und Sonnenaufgang – Lied von zwei Menschen (Sunrise: A Song of Two Humans). Die meisten Nominierungen erhielt Im siebenten Himmel (7th Heaven) mit fünf Nominierungen. Charlie Chaplins Film Der Zirkus (The Circus) erhielt ursprünglich vier Nominierungen, wobei drei davon auf Chaplins Namen gingen (Bester Hauptdarsteller, Beste Regie - Komödie und Beste Originalgeschichte). Die Academy entschied sich dazu, die Nominierungen zu streichen und Chaplin mit einem Ehrenoscar auszuzeichnen.

### Bester Film
Flügel aus Stahl (Wings) – Paramount Famous Lasky
Im siebenten Himmel (7th Heaven) – Fox Film Corporation
The Racket – The Caddo Company
Der Zirkus (The Circus) - United Artists

### Beste künstlerische Produktion
Sonnenaufgang – Lied von zwei Menschen (Sunrise) – Fox Film Corporation
Chang (Chang: A Drama of the Wilderness) – Paramount Famous Lasky
Ein Mensch der Masse (The Crowd) – Metro-Goldwyn-Mayer

### Bester Hauptdarsteller
Emil Jannings – Sein letzter Befehl (The Last Command) und Der Weg allen Fleisches (The Way of All Flesh)
Richard Barthelmess – Die Nacht ohne Hoffnung (The Noose) und Die Welt in Flammen (The Patent Leather Kid)
Charlie Chaplin - Der Zirkus (The Circus)

### Beste Hauptdarstellerin
Janet Gaynor – Engel der Straße (Street Angel), Im siebenten Himmel (7th Heaven) und Sonnenaufgang – Lied von zwei Menschen (Sunrise)
Louise Dresser – Die neue Heimat (A Ship Comes In)
Gloria Swanson – … aber das Fleisch ist schwach (Sadie Thompson)

### Beste Regie – Komödie
Lewis Milestone – Die Schlachtenbummler (Two Arabian Knights)
Charlie Chaplin - Der Zirkus (The Circus)
Ted Wilde – Straßenjagd mit Speedy (Speedy)

### Beste Regie – Drama
Frank Borzage – Im siebenten Himmel (7th Heaven)
Herbert Brenon – Hauptmann Sorrell und sein Sohn (Sorrell and Son)
King Vidor – Ein Mensch der Masse (The Crowd)

### Beste Originalgeschichte
Ben Hecht – Unterwelt (Underworld)
Lajos Biró – Sein letzter Befehl (The Last Command)
Charlie Chaplin - Der Zirkus (The Circus)

### Bestes adaptiertes Drehbuch
Benjamin Glazer – Im siebenten Himmel (7th Heaven)
Alfred A. Cohn – Der Jazzsänger (The Jazz Singer)
Anthony Coldeway – Die Liebe der Betty Patterson (Glorious Betsy)

### Beste Zwischentitel
Joseph Farnham – Gesamtleistung
Gerald Duffy – Das Liebesleben der schönen Helena (The Private Life of Helen of Troy)
George Marion junior – Gesamtleistung

### Beste Kamera
Charles Rosher, Karl Struss – Sonnenaufgang – Lied von zwei Menschen (Sunrise)
George Barnes – … aber das Fleisch ist schwach (Sadie Thompson), König Harlekin (The Magic Flame) und Die Teufelstänzerin (The Devil Dancer)

### Bestes Szenenbild
William Cameron Menzies – Sonne, Süden, Leidenschaft (The Dove) und Wetterleuchten (Tempest)
Rochus Gliese – Sonnenaufgang – Lied von zwei Menschen (Sunrise)
Harry Oliver – Im siebenten Himmel (7th Heaven)

### Beste technische Effekte
Roy Pomeroy – Flügel aus Stahl (Wings)
Ralph Hammeras – Gesamtleistung
Nugent Slaughter – Gesamtleistung

## Ehrenoscar
Warner Bros. für den ersten Tonfilm Der Jazzsänger (The Jazzsinger)
Charlie Chaplin für Der Zirkus (The Circus)